# International Peace and Security Institute
Das International Peace and Security Institute (IPSI) oder Internationale Friedens- und Sicherheitsinstitut ist eine 2009 gegründete internationale Non-Profit-Organisation mit Sitz in Washington, D.C.
Ziel ist es, junge Leute in Entscheidungspositionen mit den Fähigkeiten, sich für nachhaltigen Frieden einzusetzen, auszubilden.
Das IPSI veranstaltet jährlich zwei Symposien: das „Bologna Symposium on Conflict Prevention, Resolution, & Reconciliation“ sowie das „Hague Symposium on Post-Conflict Transitions and International Justice“.

## Führungsgremium
- Cameron M. Chisholm: President, International Peace & Security Institute
- Chic Dambach: Former President & CEO, Alliance for Peacebuilding
- George Foote: Partner, Dorsey & Whitney LLP; General Counsel, United States Institute of Peace
- Melanie Greenberg: President & CEO, Alliance for Peacebuilding
- Philip Terrence Hopmann: Director, Conflict Management Department, Johns Hopkins School of Advanced International Studies (SAIS)
- J. Alexander Little: Assistant U.S. Attorney, Nashville, TN
- Kevin Melton: Senior Engagement Manager, AECOM
- William Stuebner: Ehemaliger Sonderberater des Prosekutors, Internationaler Strafgerichtshof für das ehemalige Jugoslawien (ICTY); Ehemaliger Stabschef und Senior Deputy für Menschenrechte der OSZE-Mission nach Bosnien und Herzegowina
- I. William Zartman (Chairman): Professor Emeritus, Johns Hopkins School of Advanced International Studies (SAIS)

## Beratungsdirektorium
Das International Peace and Security Institute wurde von bekannten Persönlichkeiten aus den Bereich Konfliktbewältigung und Sicherheit gegründet.
- Pamela Aall: Vice President United States Institute of Peace
- Ahmedou Ould-Abdallah: Sondervertreter für den Generalsekretär der Vereinten Nationen
- Betty Bigombe: State Minister for Water Resources in the Cabinet of Uganda, Member of Parliament, Chief Mediator between the Uganda Government and the LRA
- Francis Deng: Under-Secretary-General of the United Nations; UN Special Adviser for the Prevention of Genocide
- Jan Eliasson: UN Deputy Secretary General; Ehemaliger Präsident der sechzehnten Sitzung der Vollversammlung der Vereinten Nationen
- The Hon. Gareth Evans: Former Foreign Minister, Australia; President Emeritus, International Crisis Group[1][2]
- Ted Robert Gurr Distinguished University Professor Emeritus, University of Maryland
- Jacques Paul Klein Special Representative of the Secretary-General und Coordinator der Mission der Vereinten Nationen in Liberia; Special Representative of the Secretary-General to Bosnia and Herzegovina
- Peter Kyle: Lead Counsel der Weltbank
- John Paul Lederach Professor of International Peacebuilding, University of Notre Dame
- Jeffrey Mapendere: Executive Director, CIIAN; Sudan Country Director, The Carter Center International Observation Program
- John Marks: President, Search for Common Ground
- Susan Collin Marks: Senior Vice President, Search for Common Ground
- Joyce Neu[3]: Founder and Senior Associate, Facilitating Peace; Former Team Leader, UN Standby Team of Mediation Experts
- John Prendergast: Founder, The Enough Project
- Valerie Rosoux: Research Fellow, Belgian National Fund for Scientific Research
- Ruth Wedgwood: Director, International Law and Organizations Program, SAIS
- Craig Zelizer: Associate Director, Conflict Resolution Program, Georgetown University[4]